# X-COM: Terror from the Deep
X-COM: Terror from the Deep ist ein rundenbasiertes Strategiespiel von MicroProse und das zweite Spiel der X-COM-Reihe.
Es erschien 1995 für DOS und wurde 1996 für die PlayStation sowie 1998 für Microsoft Windows portiert.

## Spielprinzip
X-COM: Terror from the Deep spielt zu großen Teilen unter Wasser, wo auch der Basisbau und die Kämpfe stattfinden. Dieses Szenario wird auch benutzt, um die Handlung logisch erscheinen zu lassen, da die im Vorgänger UFO: Enemy Unknown entwickelten Technologien im Salzwasser unbrauchbar sind und der Spieler somit gezwungen ist, neue Technologien zu erforschen.
Genau wie in UFO: Enemy Unknown besteht das Spiel aus zwei Teilen. Der Erste ist das sogenannte „GeoScape“, bei dem der Spieler in einer globalen Ansicht in Echtzeit eigene Basen betrachten, bauen und erweitern, Personal einstellen und entlassen, sowie Fahrzeuge, Waffen, Munition und weitere Gegenstände kaufen und verkaufen kann. Der zweite Teil ist das „BattleScape“, in dem er in Form eines rundenbasierten Kampfes in isometrischer Sicht gegen Aliens kämpft.
Die Unterwasserschlachten verwenden die gleiche Physik wie die Bodenschlachten. Das Spiel enthält einige Missionen, die aus mehreren Teilen bestehen, z. B. Terroranschläge der Außerirdischen auf Schifffahrtsrouten, bei denen der erste Teil eine Schlacht in den oberen Stockwerken des Schiffes beinhaltet, während der zweite Teil in den unteren Decks des Schiffes stattfindet. Alle Teile müssen abgeschlossen sein, damit diese Missionen erfolgreich sind. Soldaten, welche in früheren Teilen gestorben sind, tauchen in Späteren nicht mehr auf.
Eine Neuerung gegenüber dem Vorgänger waren die Nahkampfwaffen, welche von vielen Spielern gewünscht wurden.

## Handlung
Die Handlung spielt im Jahre 2040, vier Jahrzehnte nach UFO: Enemy Unknown. Nach der Zerstörung des außerirdischen Gehirns auf Cydonia bleibt dort ein Sender aktiv, welcher eine Gruppe von Aliens erweckt, die mehrere Millionen Jahre im Meer im Tiefschlaf gelegen haben. Diese fangen an, Schiffe und Häfen zu terrorisieren und Menschen für bizarre genetische Experimente zu entführen. Die X-COM, welche nach den Ereignissen des ersten Teils aufgelöst worden ist, wird wiedergegründet, um die Aliens davon abzuhalten, ihren Anführer zu erwecken, da dieser danach unbesiegbar wäre.
Schließlich erfährt man, dass die Außerirdischen Verwandte der „Sectoid“ genannten Alienart aus UFO, vor 65 Millionen Jahren mit ihrem Raumschiff T'Leth im Golf von Mexiko abgestürzt sind, was zu dem Aussterben der Dinosaurier führte. (Siehe auch: Chicxulub-Krater)
Um zu gewinnen, muss der Spieler T'Leth zerstören, wodurch jedoch aus Versehen eine globale Klimakatastrophe ausgelöst wird, die dann Teil der Handlung des Nachfolgers X-COM: Apocalypse ist.

## Entwicklung und Veröffentlichung
MicroProse beauftragte den Entwickler Mythos Games innerhalb von sechs Monaten eine Fortsetzung zu UFO: Enemy Unknown fertigzustellen. Julian Gollop war der Meinung, dass dies nur durch neue Grafiken und kleinere Änderungen des Gameplays zu erreichen wäre.
Letztlich vergab Mythos Games die Lizenz für ihren Programmcode an MicroProse, welche das Spiel innerhalb eines Jahres entwickelten, während Mythos Games an der Fortsetzung Apocalypse arbeitete.
Der Künstler Terry Geer von Microprose sagte dazu: „Eine Entscheidung war, die ursprüngliche Engine zu benutzen, die Grafik neu zu gestalten und eine neue Story zu schreiben. Durch das Begrenzen der Änderungen auf ein Minimum wurde die Fortsetzung in wenigen Monaten fertig. Zudem konnte man sich durch den Verzicht auf die Entwicklung neuer Spielfunktionen oder -technologien ganz auf die Entwicklung von Assets konzentrieren – was es viel einfacher machte, Zeitpläne und Termine abzuschätzen.“ Parallel zur Entwicklung des Konsolen-Ports von X-COM: Terror from the Deep begann MicroProse UK an X-COM: Alliance zu arbeiten. Das Spiel ist deutlich schwieriger als der Vorgänger, da sich viele Spieler darüber beschwert hatten, dass dieser zu einfach gewesen sei. MicroProse war aber nicht klar, dass dies auf einen Bug zurückzuführen war, welcher im Spiel automatisch die einfachste Schwierigkeit einstellte.
X-COM: Terror from the Deep wurde ursprünglich am 1. Juni 1995 für PC DOS veröffentlicht. 1996 kam es für die PlayStation heraus und 1998 wurde es für Windows 95 als Teil der X-COM Collector’s Edition zusammen mit dem Vorgänger herausgegeben. Am 4. Mai 2007 wurde das Spiel auf Steam von 2K Games veröffentlicht, welche das Franchise übernommen hatten (anfangs nur für Windows XP, später auch für Windows Vista).
Das Spiel war Teil der X-COM Collector’s Edition von MicroProse von 1998, der X-COM Collection von Hasbro Interactive von 1999, dem X-COM: Complete Pack von 2K Games von 2008 und dem 2K Huge Games Pack von 2009. Das von Fans gegründete Projekt OpenXcom, ursprünglich eine modernisierte Version des ersten Spiels, fügte auch eine Unterstützung für X-COM: Terror from the Deep hinzu in der einige Bugs behoben und das Original-Spiel z. B. durch eine stärkere KI verbessert wurde.

## Rezeption
Zusammen mit seinem Vorgänger wurden von X-COM: Terror from the Deep bis zum März 1997 mehr als eine Million Kopien verkauft. PC Gamer UK nannte es „nicht nur eine großartige Fortsetzung von UFO, sondern auch ein hervorragendes Spiel für sich“. Auf der anderen Seite stellte GameSpot fest, dass „abgesehen von neuen Grafiken und einer Handvoll neuer Kampfmöglichkeiten, dies genau das gleiche Spiel wie UFO Defense ist, nur viel schwieriger“, während Next Generation sagte: „Am Ende ist X-COM 2 immer noch ein phänomenales Spiel und wurde als solches bewertet, aber es scheint, als ob man so viel mehr hätte machen können, damit dieses Spiel mehr als einfach nur eine Kopie von einem alten Spiel ist“.
Julian Gollop kritisierte MicroProse für „einige klassische Fehler in rundenbasierten Spielen, die die Schwierigkeit zu schwer und die Level zu groß, lang und mühsam machen“. Laut Jake Solomon, dem Chefdesigner von XCOM: Enemy Unknown, hat MicroProse mit der Fortsetzung nur wenige neue Dinge getan „außer, dass es brutal schwieriger wurde und die Kreuzfahrtschiffe viermal länger wurden, als ein Mensch sie in Realität hätte herstellen können“, und doch sei das Spiel „fantastisch“ gewesen.